# Тагильский округ
Тагильский округ (Нижне-Тагильский) — административно-территориальная единица Уральской области, существовавшая в 1923—1930 годах.

## История
Образован под названием Верхотурский округ в ноябре 1923 года. 19 мая 1924 года переименован в Тагильский округ.
30 июля 1930 Тагильский округ, как и большинство остальных округов СССР, был упразднён. Его районы отошли в прямое подчинение Уральской области.
Население округа в 1926 году составляло 437,7 тыс. человек. Из них русские — 95,2 %; татары — 2,1 %.

## Районы в составе округа
По данным на 1 января 1926 года округ был разделён на 16 районов:
- Алапаевский. Центр — город Алапаевск
- Верхотурский. Центр — город Верхотурье
- Висимошайтанский. Центр — завод Висимо-Шайтанский
- Гаринский. Центр — село Гари
- Ивдельский. Центр — село Ивдель
- Кушвинский. Центр — город Кушва
- Кыновский. Центр — завод Серебрянка
- Кытлымский. Центр — село Павда
- Лялинский. Центр — завод Новая Ляля
- Махнёвский. Центр — село Махнёво
- Надеждинский. Центр — город Надеждинск
- Нижнетуринский. Центр — завод Нижняя Тура
- Петрокаменский. Центр — село Петрокаменское
- Салдинский. Центр — завод Нижняя Салда
- Сосьвинский. Центр — завод Сосьвинский
- Тагильский. Центр — город Нижний Тагил